# Аманат (Байтерецький район)
Амана́т (каз. Аманат) — село у складі Байтерецького району Західноказахстанської області Казахстану. Входить до складу Курмангазинського сільського округу.
Населення — 138 осіб (2021; 214 у 2009, 268 у 1999, 343 у 1989).
До 2022 року село називалось Хамино.